# 小日向みゆう
小日向 みゆう（こひなた みゆう、2002年7月10日 - ）は、日本のAV女優。ティーパワーズ所属。

## 略歴
2023年6月13日、『新人NO.1STYLE 奇跡の乳を持つ最強シロウト 清原みゆう AVデビュー』で清原みゆうとして女優デビュー。当時の所属事務所はBstar。デビュー作は2023年6月5日週FANZA動画フロアランキングで1位を獲得。また2023年9月18日週FANZAレンタルフロアランキングでは初登場第4位にランクインし、9月25日週FANZAレンタルフロアランキングで1位、10月1日週FANZAレンタルフロアランキングで2位、10月9日週FANZAレンタルフロアランキングで3位を獲得した。
2023年7月28日、1st写真集『miracle』を発売。30日に同写真集の発売記念イベントを東京・神保町の書泉グランデで開催。また8月には、イメージビデオ『ALL NUDE 清原みゆう』を発売した徳間書店『アサヒ芸能』（2023年10月5日特大号）では「初めましてなら絶対知っておくべき」AV女優として特集され、またジーオーティー『月刊FANZA』2023年10月号で初の雑誌表紙を担当した。
2023年10月14日週FANZA通販ランキングにて、『奇跡のHcup 清原みゆう すごいカラダのすごい風俗Special 』BD版が初登場4位を記録した。
2023年11月6日週FANZA通販フロアランキングにおいて、『荒々しい接吻と激しく揺れるHcupと壮絶にイクSEXと。 清原みゆう』が初登場6位を記録。11月6日週FANZA動画フロアランキングで『VR NO.1 STYLE 清原みゆう 解禁』が初登場8位を記録。
2023年12月4日週FANZA通販フロアランキングにおいて、『担任教師の僕は生徒のとんでもない巨乳に我慢出来ず、気がつくと性欲剥き出しで何度も彼女のHカップに吐精してしまった。 清原みゆう』 が初登場4位を記録。イメージビデオ『蜜肉フェティシズム 清原みゆう』（FAIR & WAY）が初登場2位となる。
2023年12月11日週FANZA動画フロアランキングにて、VR第2弾作品である『奇跡のHカップおっぱい 揉んで吸って挟まれ埋もれて全てを味わい尽くす超堪能スペシャル 清原みゆう』が7位にランクイン。
同年12月25日週FANZA動画フロアランキングにて、9月発売の『激イキ222回! 痙攣5500回! イキ潮2700cc! 最強シロウト清原みゆうエロス覚醒 はじめての大・痙・攣スペシャル』が再注目されて2位に浮上した。
同年12月、アサヒ芸能発表の2023年AVセールスランキングでは新人では最多の4本が100位圏にランクインした。
2024年1月1日週FANZA通販フロアランキングにて、『清原みゆうの潜在エロスを120%ひき出す45日間の禁欲大解放セックス4本番』がBD版が初登場5位を記録。
2024年2月5日週FANZA通販ランキングで『清原みゆうの奇跡のHcupでいっぱいヌキヌキしてあげる 小悪魔スキスキ主観映像で究極のおっぱいオナニーサポート』が初登場6位を記録。
同年3月4日週FANZA通販フロアランキングにて、『奇跡のHカップが激震する人生初大乱交! 巨根21本エンドレス無制限セックス 清原みゆう』が初登場6位を記録した。同年4月1日週FANZA通販フロアランキングにて、『メイドにあるまじきプリプリの弾力Hcupおっぱいは即パイズリ命令で従順に徹底服従させる 清原みゆう』が初登場3位にランクイン。
同年5月6日週FANZA通販フロアランキングにて、『出張先で軽蔑している中年セクハラ上司とまさかの相部屋に… 朝まで続く絶倫性交に不覚にも感じてしまったHcup新卒巨乳OL 清原みゆう』 が初登場2位を記録。6月3日週FANZA通販フロアランキングで『はちきれそうなノーブラHcup美少女の無防備な着衣巨乳誘惑 清原みゆう』が初登場7位。
2024年6月、FANZAのキャンペーン企画『乳! 尻! クビレ! CSKキャンペーン2024』のキャンペーンガールに伊藤舞雪、鷲尾めい、桃園怜奈、水卜さくらと共に就任。
同年8月5日週FANZA通販フロアランキングでは『奇跡の天然弾力おっぱいの一番気持ちいい肉圧シゴき! 施術開始10分そこらで誰もがイッちゃう清原みゆう式パイズリ挟射エステ』 が初登場8位を記録。
2024年10月、所属事務所をティーパワーズへ移籍。これに伴い、小日向みゆうへ改名することを自身のX（旧Twitter）で発表した。
11月4日週FANZA通販フロアランキングにて、『乳だけパンッパンなHcupに育った反抗期ツンツン妹がまさかのロリコン兄の変態ち●ぽの虜に… 小日向みゆう』が初登場8位となり、改名後初のランクイン。なお同週の1位作品も出演作『S1 PRECIOUS GIRLS 2024 オールスター24名大集合ハーレムアイランドSpecial』であった。11月11日週では同作が1位。DVD版も3位ランクイン。
同年12月2日週FANZA通販フロアランキングにて、『発育よすぎる女子●生を我慢できずにメチャクチャ痴●してやったら… 彼氏よりも俺のテクの虜に。 小日向みゆう』が初登場5位ランクイン。
2025年1月6日週FANZA通販フロアランキングにて、イメージビデオ『なんでこうなった!? 小日向みゆう』（FAIR & WAY）が初登場2位。2025年2月3日週FANZA通販フロアランキングでは『絶品乳JD陰湿レ●プ 巨乳マニアの中年男たちに弱み握られ、ひたすら揉まれ、舐められ、シゴかされ、ブッカケられ、おっぱいグチャドロにされたHカップ女子大生の記録。 小日向みゆう』が初登場4位となった。
同年3月3日週FANZA通販フロアランキングにて、『揉み放題! ズリ放題! ブッカケ放題! 勉強を代わってほしい女子●生と巨乳をどうにかしたい家庭教師の“おっぱい、好きに使っていい”という俺得なパイズリ契約 小日向みゆう』が初登場5位ランクイン。
同年3月25日週FANZA通販フロアランキングにて、『怖くてイヤと言えない制服少女がエロ整体師の媚薬オイルマッサージで無理やりメ・ス・イ・キ』が初登場4位にランクイン。
同年5月5日週FANZA通販フロアランキングにて、『「巨乳好きのアナタがしたいこと、全部ワタシが叶えたい」 柔らか～い天然Hカップをくっ付け、揉ませ、挟み、シゴき、毎日射精のお手伝い おっぱいシコサポ彼女』が初登場5位を記録。
同年6月2日週FANZA通販フロアランキングでは『マシュマロおっぱい恥ずかしポロリ 究極のラッキー瞬間SP 透けパイもあるよ』初登場4位ランクイン。
同年6月30日週FANZA通販フロアランキングにて、『明らかに僕とHしたそうな彼女の巨乳妹が終電逃して泊まりに来た。』が初登場5位となる。同年8月4日週FANZA通販フロアランキングにて、『愛想のない巨乳パパ活女子を媚薬チ●ポで指導・育成!!』が初登場6位を記録。

## 人物
- 95センチHカップの胸をチャームポイントにする。趣味はウォーキングとネイル[8]。デビュー作の撮影時点では看護学校生とされている[38]。
- 初体験は高校2年生の時で、相手は当時付き合っていた同級生の彼氏[39]。
- AVライターの芝田カズは「幼い顔立ちなのにミラクル乳」と論評[40]。同じくAVライターのさおりは「これだけ大きいのに、下乳、横乳、谷間と、どの角度からも見事な美しさ」と論評した[40]。
- 巨乳評論家の杜哲哉は「乳房に浮き上がる血管は神秘的な妖艶さを感じる」と論評[41]。また胸だけではなく健康的な太ももにも魅力を感じると指摘している[41]。

## 作品
◎はBD版発売作品。

### アダルトDVD / BD
清原みゆう 名義
- 新人NO.1STYLE 奇跡の乳を持つ最強シロウト 清原みゆう AVデビュー（6月13日、S1 NO.1 STYLE）◎ [42]
- 奇跡の乳を持つ最強シロウトがめっちゃイク! ガチ絶頂3本番 清原みゆう（7月11日、S1 NO.1 STYLE）◎
- 奇跡のおっぱいその全てを味わい尽くす最強シロウトHカップ超堪能スペシャル 清原みゆう（8月8日、S1 NO.1 STYLE）◎ [40]
- 激イキ222回! 痙攣5500回! イキ潮2700cc! 最強シロウト清原みゆうエロス覚醒 はじめての大・痙・攣スペシャル（9月12日、S1 NO.1 STYLE）◎
- 交わる体液、濃密セックス 完全ノーカットスペシャル 清原みゆう（10月10日、S1 NO.1 STYLE）◎
- 奇跡のHcup 清原みゆう すごいカラダのすごい風俗Special（11月14日、S1 NO.1 STYLE）◎
- 荒々しい接吻と激しく揺れるHcupと壮絶にイクSEXと。 清原みゆう（12月12日、S1 NO.1 STYLE）◎

- 担任教師の僕は生徒のとんでもない巨乳に我慢出来ず、気がつくと性欲剥き出しで何度も彼女のHカップに吐精してしまった。 清原みゆう（1月9日、S1 NO.1 STYLE）◎
- 清原みゆうの潜在エロスを120%ひき出す45日間の禁欲大解放セックス4本番（2月13日、S1 NO.1 STYLE）◎
- 清原みゆうの奇跡のHcupでいっぱいヌキヌキしてあげる 小悪魔スキスキ主観映像で究極のおっぱいオナニーサポート（3月12日、S1 NO.1 STYLE）
- 奇跡のHカップが激震する人生初大乱交! 巨根21本エンドレス無制限セックス 清原みゆう（4月9日、S1 NO.1 STYLE）
- メイドにあるまじきプリプリの弾力Hcupおっぱいは即パイズリ命令で従順に徹底服従させる 清原みゆう（5月14日、S1 NO.1 STYLE）◎
- 出張先で軽蔑している中年セクハラ上司とまさかの相部屋に… 朝まで続く絶倫性交に不覚にも感じてしまったHcup新卒巨乳OL 清原みゆう（6月11日、S1 NO.1 STYLE）
- はちきれそうなノーブラHcup美少女の無防備な着衣巨乳誘惑 清原みゆう（7月9日、S1 NO.1 STYLE）
- 奇跡の乳を持つ最胸シロウト 清原みゆう S1デビュー 1周年記念 初BEST 最新10タイトル12時間スペシャル（7月30日、S1 NO.1 STYLE）※単体ベスト
- 吐き気するほど嫌いな義父の大好物は… まだ女子●生の私の巨乳でした。 清原みゆう（8月13日、S1 NO.1 STYLE）◎
- 奇跡の天然弾力おっぱいの一番気持ちいい肉圧シゴき! 施術開始10分そこらで誰もがイッちゃう清原みゆう式パイズリ挟射エステ（9月10日、S1 NO.1 STYLE）◎
- 狙われた巨乳水泳部員… スク水からはみ出た成長期のおっぱいは猟奇的に揉みしゃぶられ●される… 清原みゆう（10月8日、S1 NO.1 STYLE）◎

小日向みゆう 名義
- 小日向みゆうの神・対・応ファン感謝祭 みゆうの神乳ご奉仕 & パイズリテクを我慢できたらご褒美セックス! 18発おっぱいぶっかけスペシャル（11月12日、S1 NO.1 STYLE）◎ [43]
- 乳だけパンッパンなHcupに育った反抗期ツンツン妹がまさかのロリコン兄の変態ち●ぽの虜に… 小日向みゆう（12月10日、S1 NO.1 STYLE）
- S1 PRECIOUS GIRLS 2024 オールスター24名大集合ハーレムアイランドSpecial（12月10日、S1 NO.1 STYLE）◎ [44][45][46]

- 発育よすぎる女子●生を我慢できずにメチャクチャ痴漢してやったら… 彼氏よりも俺のテクの虜に。 小日向みゆう（1月14日、S1 NO.1 STYLE）◎
- エスワン20周年記念 AV業界史に残る最強タッグ作品 世界に誇る一流女優たちが極上ご奉仕してくれる 超S1級 ハーレム風俗フルコース（1月28日、S1 NO.1 STYLE）◎ [47]
- 小日向みゆうの完全プライベートエロ動画! 呑んで笑ってイチャついて流れでハメ撮りまでしちゃう! 朝までトップ女優にチ●ポと酒入れた生々しいSEX 小日向みゆう（2月11日、S1 NO.1 STYLE）◎ [48]
- 絶品乳JD陰湿レ●プ 巨乳マニアの中年男たちに弱み握られ、ひたすら揉まれ、舐められ、シゴかされ、ブッカケられ、おっぱいグチャドロにされたHカップ女子大生の記録。 小日向みゆう（3月11日、S1 NO.1 STYLE）
- エスワン20周年記念 AV業界史に残る最強タッグ作品 顔面偏差値No.1の女子生徒たちがヌキハメ放題で来場者を満足させてくれるエスワン学園射精祭（3月11日、S1 NO.1 STYLE）◎ [49][50]
- 揉み放題! ズリ放題! ブッカケ放題! 勉強を代わってほしい女子●生と巨乳をどうにかしたい家庭教師の“おっぱい、好きに使っていい”という俺得なパイズリ契約 小日向みゆう（4月8日、S1 NO.1 STYLE）◎
- エスワン20周年記念 AV業界史に残る最強タッグ作品 SUPER VVVIP 乱交 PARTY 舐めまくり 挿れまくり イキまくり 非日常で乱れまくる奇跡のドリーム大共演（4月8日、S1 NO.1 STYLE）◎ [51]
- 怖くてイヤと言えない制服少女がエロ整体師の媚薬オイルマッサージで無理やりメ・ス・イ・キ 小日向みゆう（5月13日、S1 NO.1 STYLE）◎
- エスワン20周年記念 AV業界史に残る最強タッグ作品 世界トップクラスの美女に囲まれて柔らか艶肌むぎゅむぎゅ超密着! スッキリ連続射精! キス、乳首、股間… 性感帯シンクロ同時責め【主観】あなただけの性処理専門全裸メイド倶楽部（5月27日、S1 NO.1 STYLE）◎ [52]
- 「巨乳好きのアナタがしたいこと、全部ワタシが叶えたい」 柔らか～い天然Hカップをくっ付け、揉ませ、挟み、シゴき、毎日射精のお手伝い おっぱいシコサポ彼女 小日向みゆう（6月10日、S1 NO.1 STYLE）◎
- マシュマロおっぱい恥ずかしポロリ 究極のラッキー瞬間SP 透けパイもあるよ 小日向みゆう（7月8日、S1 NO.1 STYLE）◎
- 小日向みゆう 2nd Anniversaryベスト おっぱい尽くしの最新12タイトル12時間スペシャル（7月22日、S1 NO.1 STYLE）◎ ※単体ベスト
- 明らかに僕とHしたそうな彼女の巨乳妹が終電逃して泊まりに来た。 小日向みゆう（8月12日、S1 NO.1 STYLE）◎

### アダルトVR
- VR NO.1 STYLE 清原みゆう 解禁（8月31日、S1 NO.1 STYLE）
- 奇跡のHカップおっぱい 揉んで吸って挟まれ埋もれて全てを味わい尽くす超堪能スペシャル 清原みゆう（10月31日、S1 NO.1 STYLE）

- 清原みゆうと究極同棲 奇跡のHcupおっぱい完全独占VR（2月10日、S1 NO.1 STYLE）
- 発育し過ぎた巨乳妹に好き好き密着アピールされ一線を越えてしまった最低なボク（兄） 清原みゆう（5月28日、S1 NO.1 STYLE）
- 奇跡のHカップと究極のゼロ距離密着! ぷりぷり弾力おっぱい超接写メンズエステ 小日向みゆう（11月17日、S1 NO.1 STYLE）

- イタズラな笑顔 奇跡のHカップおっぱい もっちもち柔肌ボディで後輩の小日向さんに「可愛いね」って褒められ痴女られハメまくった相部屋ほろ酔い逆NTR 小日向みゆう（3月23日、S1 NO.1 STYLE）

### イメージDVD / BD
- ALL NUDE 清原みゆう（2023年8月22日、Aircontrol）◎
- 蜜肉フェティシズム 清原みゆう（2024年1月9日、FAIR & WAY）◎
- なんでこうなった!? 小日向みゆう（2025年2月11日、FAIR & WAY）◎

### 写真集
- 清原みゆう1st写真集『miracle』（2023年7月28日、ジーオーティー、撮影：中山雅文）ISBN 978-4-8236-0506-2[7]

### デジタル写真集
- S1キャンペーン2023 No.1 Photo Book アイドル版（5月12日、FANZA BEAUTY COLLECTION、撮影：小林弘輔）※FANZA『S1キャンペーン2023』オリジナル撮り下ろしフォトブック。FANZA限定配信。
- S1キャンペーン2023 No.1 Photo Book S級版（6月1日、FANZA BEAUTY COLLECTION、撮影：小林弘輔）※FANZA『S1キャンペーン2023』オリジナル撮り下ろしフォトブック。FANZA限定配信。
- 清原みゆう 奇跡のおっぱい（6月30日、小学館、撮影：ICHI）[53]
- FLASHデジタル写真集R 清原みゆう お乳の子だよ（12月12日、光文社、撮影：木村哲夫）

- 清原みゆう I LOVE H!（2月2日、徳間書店、撮影：植野恵三郎）
- 清原みゆう1st写真集『miracle』【デジタル特装版】（5月24日、ジーオーティー、撮影：中山雅文）※紙書籍版を再編集のうえ、未公開カットを追加収録した電子書籍限定版。
- CSKキャンペーン2024 Digital Photo Book（6月21日、FANZA BEAUTY COLLECTION）※FANZA『乳! 尻! クビレ! CSKキャンペーン2024』キャンペーンガール5名によるデジタル写真集。FANZA限定配信。

- 小日向みゆう写真集 みるくせーき・らぶ（3月17日、徳間書店、撮影：上野勇）
- 魅惑の果実 小日向みゆう（6月15日、フェア出版）
- ハニートラップに抗えない。 小日向みゆう（8月1日、フェア出版）

## 製品

### トレーディングカード
- CJ SEXY CARD SERIES VOL.124 小日向みゆう OFFICIAL CARD COLLECTION ～ひなたぼっこしよっ～（2025年6月28日、ジュートク）

### カレンダー
- 小日向みゆう 2025年カレンダー（2024年11月2日、トライエックス）
- 卓上 小日向みゆう 2025年カレンダー（2024年11月2日、トライエックス）